# Margot Mifflin
Margot Mifflin, född 12 september 1960 i Swarthmore, Pennsylvania, är en amerikansk journalist, författare och aktivist. Hon är professor vid Lehman College. Mifflin har skrivit för bland annat The New York Times, ARTnews, The New Yorker, Entertainment Weekly, Elle, The Chronicle of Higher Education och The Los Angeles Review of Books. Hon inriktar sig i huvudsak på kvinnohistoria och konst.
År 2009 publicerade Mifflin boken The Blue Tattoo: The Life of Olive Oatman om Olive Oatman (1837–1903), en kvinna som togs till fånga av indianer i Mojaveöknen.